# Roman Kratochvíl
Roman Kratochvíl (né le 24 juin 1974 à Bratislava) était un footballeur international slovaque évoluant au poste de défenseur central.

## Palmarès

### Avec l'Inter Bratislava
- Champion de Slovaquie : 2000 et 2001
- Vainqueur de la Coupe de Slovaquie : 2000 et 2001